# Janówka (powiat lubański)
Janówka – kolonia w Polsce położona w województwie dolnośląskim, w powiecie lubańskim, w gminie Leśna.

## Położenie
Janówka to niewielka kolonia w pobliżu Kościelnik Górnych leżąca na Pogórzu Izerskim, na zachodnim skraju Wzniesień Radoniowskich, na wysokości około 310–315 m n.p.m.

## Podział administracyjny
W latach 1975–1998 miejscowość administracyjnie należała do województwa jeleniogórskiego.